# Liam Carney
Liam Carney es un actor irlandés, más conocido por haber interpretado a Kevin Haughey en la serie Glenroe.

## Biografía
Tiene un hermano llamado Robaird.
Estuvo casado y con su pareja tuvo dos hijos; sin embargo, la relación terminó a finales de 1986. Comenzó a salir con Karmel Daly; después de doce años juntos, a finales de 2001 se casaron. La pareja tiene una hija, Cara, y tres hijos.

## Carrera
Liam obtuvo fama cuando interpretó a Kevin Haughey durante varios años en la serie Glenroe.
En 1995 obtuvo un papel secundario en la exitosa película Braveheart, donde interpretó a Sean. En 1999 se unió al elenco de la película Angela's Ashes, donde dio vida al tío Pa Keating.
En 2002 interpretó a uno de los miembros de la pandilla de Bill "The Butcher" Cutting (Daniel Day-Lewis) en la película Gangs of New York. En 2009 apareció en cinco episodios de la serie The Clinic, donde interpretó a Franny McGowan, anteriormente había aparecido por primera vez en la serie en 2003, cuando interpretó al señor Callan en dos episodios.
En 2012 apareció en la serie Titanic: Blood and Steel, donde dio vida a Sean Malone. En 2014 apareció como invitado en la serie Crossing Lines, donde dio vida a Michael McConnell. Ese mismo año se unió al elenco recurrente de la serie Outlander, donde interpreta a Alec "Old Alec" McMahon MacKenzie. En 2015 se unió al elenco principal de la serie Red Rock, donde da vida a Tommy Tyrell.

## Filmografía

### Series de televisión
| Año             | Título                      | Personaje              | Notas                                    |
| --------------- | --------------------------- | ---------------------- | ---------------------------------------- |
| 2015 - presente | Red Rock                    | Tommy Tyrell           | 49 episodios                             |
| 2014 - 2015     | Outlander                   | Alec McMahon MacKenzie | 3 episodios                              |
| 2014            | Crossing Lines              | Michael McConnell      | episodio "The Velvet Glove"              |
| 2013            | Life of Crime               | Stephen Forrester      | episodio # 1.2 - miniserie               |
| 2013            | Ripper Street               | Lynch                  | episodio "The Weight of One Man's Heart" |
| 2012            | Titanic: Blood and Steel    | Sean Malone            | 4 episodios                              |
| 2009            | The Clinic                  | Franny McGowan         | 7 episodios                              |
| 2009            | Pure Mule: The Last Weekend | Cliff                  | 2 episodios                              |
| 2007            | Single-Handed               | Tommy Gallagher        | 3 episodios                              |
| 2005            | Pure Mule                   | Cliff Jones            | 5 episodios                              |
| 1995 - 2000     | Glenroe                     | Kevin Haughey          | -                                        |
| 1999            | The Ambassador              | Healy                  | episodio "The Velvet Glove"              |
| 1998            | Ballykissangel              | Johnner Delaney        | 3 episodios                              |
| 1995            | The Hanging Gale            | Shanahan               | episodio # 1.1                           |

### Películas
| Año  | Título                       | Personaje       | Notas |
| ---- | ---------------------------- | --------------- | --- |
| 2014 | Spiders Trap                 | Spike           | junto a Brian Fortune, Simon Delaney, Morgan C. Jones, Sarah Carroll & Jane Elizabeth Walsh                           |
| 2013 | Cold                         | James           | junto a Tom Hopper, Jack Reynor, Eoin Macken, Rebecca Night & Melia Kreiling                                          |
| 2011 | Jack Taylor: The Magdalen... | Bill Cassell    | junto a Nathan Reynolds, Ger Carey, Killian Scott, Iain Glen, Frank O'Sullivan, Nora-Jane Noone & Nick Lee            |
| 2007 | Speed Dating                 | Jupiter         | junto a Hugh O'Conor, Emma Choy, Alex Reid, David Hayman, Kelly Campbell & Paul Ronan                                 |
| 2006 | Studs                        | Isaiah          | junto a Brendan Gleeson, Domhnall Gleeson, Eoin Macken, Emmett Scanlan & David Wilmot                                 |
| 2005 | Conflict                     | David           | corto - junto a Joey Lauren Adams, Laurel Holloman, Harvey Silver, Jason Mewes, Stan Lee & Renée Humphrey             |
| 2004 | Spin the Bottle              | Gerry           | junto a Michael McElhatton, Simon Delaney, Mick Fitzgerald, Bronagh Gallagher & Maria Doyle Kennedy                   |
| 2003 | Martin                       | -               | corto - junto a Pauline Cadell, Martin L. Evans, Niall O'Shea & Terence Orr                                           |
| 2002 | Gangs of New York            | Pandillero      | junto a Leonardo DiCaprio, Daniel Day-Lewis, Jim Broadbent, John C. Reilly, Liam Neeson, Brendan Gleeson & Gary Lewis |
| 2001 | Tupperware                   | Lone Ranger     | junto a Dawn Bradfield, David Herlihy, Peadar Lamb & Maire Ni Ghrainne                                                |
| 2001 | On the Edge                  | Amigo de Heavy  | junto a Paul Hickey, Camille O'Sullivan, Cillian Murphy, Vincent Walsh, Stephen Rea & Aidan Kelly                     |
| 2001 | J.J. Biker                   | -               | junto a Brendan Gleeson, Maria Doyle Kennedy, Eoghan O'Riada & Daithi O'Suilleabhain                                  |
| 2000 | When the Sky Falls           | Dessie O'Reilly | junto a Joan Allen, Patrick Bergin, Liam Cunningham, Kevin McNally & Jason Barry                                      |
| 1999 | Angela's Ashes               | Pa Keating      | junto a Emily Watson, Robert Carlyle, Devon Murray, Joe Breen, Michael Legge, Ciaran Owens & Ronnie Masterson         |
| 1998 | Soft Sand, Blue Sea          | Pool Hustler    | junto a Laurence Kinlan, Kevin McCauley, Julia Ford, Brendan Coyle, Rosemary Henderson & Deirdre Molloy               |
| 1997 | The Boxer                    | Mr. Walsh       | junto a Daniel Day-Lewis, Emily Watson, Brian Cox, Ken Stott, Gerard McSorley & Ian McElhinney                        |
| 1995 | Braveheart                   | Sean            | junto a Mel Gibson, Sophie Marceau, Ian Bannen, Brendan Gleeson, Patrick McGoohan, James Cosmo & Tommy Flanagan       |
| 1995 | Sharpe's Battle              | O'Rourke        | junto a Sean Bean, Daragh O'Malley, Hugh Fraser, Hugh Ross, Jason Durr, Ian McNeice & Oliver Cotton                   |
| 1994 | Joey's Christmas             | -               | corto - junto a Stephen Dunne, Stuart Foran, Michelle McDonagh, Pauline McLynn & Frank Smith                          |
| 1991 | The Commitments              | Duffy           | junto a Andrew Strong, Colm Meaney, Andrea Corr, Glen Hansard, Robert Arkins & Maria Doyle Kennedy                    |

### Apariciones
| Año  | Título           | Notas      |
| ---- | ---------------- | ---------- |
| 2013 | A Fighting Heart | documental |